# Lubkowo (powiat bytowski)
Lubkowo (kaszub. Lëbkòwò) – wieś w Polsce położona na Pojezierzu Bytowskim, w województwie pomorskim, w powiecie bytowskim, w gminie Miastko.
Na wschód od Lubkowa znajduje się jezioro Skąpe.
Wieś stanowi sołectwo gminy Miastko.
W latach 1975–1998 miejscowość należała administracyjnie do województwa słupskiego.